# Concilios merovingios
Concilios merovingios fueron los concilios convocados por los reyes de los francos de la época merovingia, entre el 511 y el 673. Se registran alrededor de sesenta. Los temas que debatían, más que dogmáticos, eran en su mayor parte la codificación de las relaciones entre el rey y la Iglesia; con excepciones, como el Concilio de Orange (529), que trató la cuestión del libre arbitrio. Pusieron las bases de la organización jerárquica de la Iglesia en torno a los obispos nombrados por el rey, y delimitaron las competencias jurídicas de los  (diferentes tribunales. Muchos de sus cánones trataban sobre la gestión de los bienes de la Iglesia y la organización de la vida monástica.

## Cronología
- 511 - Concilio de Orleans (511)
- 517 - Concilio de Épaone
- 518 - Concilio de Lyon (518)
- 524 - Concilio de Arlés
- 527 - Concilio de Carpentras
- 529 - Concilio de Orange (529)
- 529 - Concilio de Vaison (529)
- 533 - Concilio de Marsella
- 533 - Concilio de Orleans (533)
- 535 - Concilio de Clermont (535)
- 538 - Concilio de Orleans (538)
- 541 - Concilio de Orleans (541)
- 549 - Concilio de Orleans (549)
- 553 - Concilio de París (553)
- 554 - Concilio de Arlés (554)
- 567 - Concilio de Tours (567)
- 581 - Primer concilio de Mâcon
- 585 - Segundo concilio de Mâcon
- 614 - Concilio de París (614)